# Aristaria anteros
Aristaria anteros là một loài bướm đêm trong họ Noctuidae.